# Nuisiana arboris
Nuisiana arboris là một loài nhện trong họ Desidae. Chúng được miêu tả năm 1959 bởi Brian J. Marples, và chỉ được tìm thấy ở New Zealand.